# Good Times (chanson de Sam Cooke)
Pour les articles homonymes, voir Good Times (homonymie).
Singles de Sam Cooke
(Ain't That) Good News
(1964) That's Where It's At
(1964)
Good Times est une chanson écrite et enregistrée par Sam Cooke, parue en single en 1964. Les Rolling Stones ont repris la chanson sur l'album Out of Our Heads sorti en 1965, mais c'est la reprise de Dan Seals qui rencontre le plus de succès.

## Parution et accueil
La reprise de la chanson par Sam Cooke atteint la première place du classement Cash Box R&B et la 11e place du Billboard Hot 100.
Dans une revue rétrospective en 1971, le critique musical Dave Marsh écrit que « à son meilleur niveau, Cooke a utilisé une sentimentalité lyrique parfaite ... écoutez Good Times - Il pourrait être une heure et il pourrait être trois heures / Le temps ne signifie pas grand-chose pour moi/Je ne me suis pas senti aussi bien depuis que je ne sais quand/Et je ne me sentirai peut-être plus aussi bien/Alors, bébé, profite des bons moments/On va rester ici jusqu'à ce qu'on apaise nos âme. Cela résumait parfaitement ce qu'était le rock and roll, et l'est toujours, à bien des égards. »

## Personnel
Singles de Dan Seals
Love on Arrival
(1990) Bordertown
(1990)
Les musiciens d'accompagnement sont John Ewing (trombone), Edward Hall (batterie et percussion), John Pisano (guitare), Clifton White (guitare) et Johnnie Taylor (chœurs).

## Reprise de Dan Seals
La reprise de Dan Seals est un véritable succès. Sortie sur le second single extrait de l'album On Arrival, la chanson se classe en tête des classements Country américain et canadien et devient le dernier no 1 (et du top 40) de la carrière de Dan Seals.

### Classements hebdomadaires
| Classements (1990)         | Meilleure position |
| -------------------------- | ------------------ |
| Country Tracks (RPM)       | 1                  |
| États-Unis (Country Songs) | 1                  |

### Classements de fin d'année
| Classement (1990)         | Position |
| ------------------------- | -------- |
| Country Tracks (RPM)      | 32       |
| Country Songs (Billboard) | 25       |

## Dans la culture populaire
En 2011, Nike a utilisé la chanson dans une publicité mettant en vedette l'attaquant d'Oklahoma City Thunder Kevin Durant lors de leur campagne publicitaire Basketball Never Stops pendant la grève de la NBA cette même année.